# إمبابازي: العفو (فلم)
إمبابازي: العفو (بالإنجليزية: Imbabazi: The Pardon) هو فيلم رواندي من إخراج جويل كاريكزي سنة 2013.
تم إصدار الفيلم بميزانية منخفضة، كما أدى الممثلون أدوارهم مجانًا، وتم التصوير في أوغندا. عُرض لأول مرة في 28 يناير 2013. كما تم عرضه في مهرجان سان دييغو للسينما السوداء، ومهرجان عموم أفريقيا للأفلام، وفيسباكو، ومهرجان سياتل السينمائي الدولي 2013. 

## القصة
يتتبع الفيلم صديقين سابقين، مانزي وكاريميرا، اللذان تختلف حياتهما خلال الإبادة الجماعية في رواندا عام 1994. ينضم مانزي إلى قوات الهوتو، بينما تتعرض حياة كاريمارا للخطر بصفته من التوتسي. بعد خمسة عشر عامًا، يُطلق سراح مانزي من السجن ويحاول إصلاح ماضيه العنيف.

## الممثلون
- ويلسون إيجسا بدور كاريميرا
- جويل أوكيو أتيكو برينس في دور مانزي
- ريهيما نانفوكا بدور أليس
- مايكل وايو في دور كاليسا

## الجوائز
- ترشح لأفضل ممثل طفل، خلال جوائز أكاديمية الأفلام الأفريقية 2013. [3]
- ترشح لجائزة اختيار الجمهور، خلا مهرجان شيكاغو السينمائي الدولي 2013
- ترشح لجائزة الفيلم السياسي، خلال مهرجان هامبورغ السينمائي 2013
- فاز بجائزة النيل الكبرى، خلال مهرجان الأقصر للسينما الأفريقية 2014

## روابط خارجية
- مقالات تستعمل روابط فنية بلا صلة مع ويكي بيانات